# Ponte di Ulsan
Il ponte di Ulsan (in coreano: 울산 대교), chiamato anche Ulsan Grand Harbour Bridge, è un ponte sospeso situato nel porto di Ulsan nel sud-est della Corea del Sud.

## Descrizione
Il ponte è stato aperto al traffico il 1º giugno 2015. Le campate più lunghe misurano 1 150 metri, con i piloni alti 203 m. Attraversa il fiume Tae-Hwar, vicino alla foce nel mare Giapponese e funge da collegamento tra il centro città e il sito della Hyundai Heavy Industries.